# تروي تيري
تروي تيري (بالإنجليزية: Troy Terry)‏ هو لاعب هوكي الجليد أمريكي، ولد في 10 سبتمبر 1997 في دنفر في الولايات المتحدة.

## وصلات خارجية
- تروي تيري على موقع دوري الهوكي الوطني (الإنجليزية)
- تروي تيري على موقع الدوري الأمريكي لهوكي الجليد (الإنجليزية)
- تروي تيري على موقع EliteProspects.com (الإنجليزية)
- تروي تيري على موقع HockeyDB.com (الإنجليزية)
- تروي تيري على موقع Hockey-Reference.com (الإنجليزية)
- تروي تيري على موقع أوليمبيديا (الإنجليزية)